# Numero normalizzato
Nella matematica applicata, un numero si dice normalizzato quando è scritto in notazione scientifica con una cifra decimale diversa da zero prima del punto decimale. Quindi, un numero reale, se scritto in notazione scientifica normalizzata, è il seguente:
{\displaystyle {\ce {\pm d_{0}.d_{1}d_{2}d_{3}\dots \times 10^{n}}}}
dove n è un numero intero, {\displaystyle {\ce {d_0 d_1 d_2 d_3,}}}... sono le cifre del numero in base 10 e {\displaystyle {\ce {d_0}}}non è zero. Cioè, la sua cifra iniziale (cioè, quella più a sinistra) non è zero ed è seguita dal punto decimale. Questa è la forma standard della notazione scientifica. Uno stile alternativo è quello di avere la prima cifra diversa da zero dopo il punto decimale.

## Esempi
Come esempi, il numero 918,082 in forma normalizzata è:
{\displaystyle 9.18082\times 10^{2}}
mentre il numero -0,00574012 in forma normalizzata è
{\displaystyle -5.74012\times 10^{-3}}
Chiaramente, qualsiasi numero reale diverso da zero può essere normalizzato.

## Altre basi
La stessa definizione vale se il numero è rappresentato in un'altra radice (cioè base dell'enumerazione), piuttosto che in base 10.
Nella base b un numero normalizzato avrà la forma
{\displaystyle {\ce {\pm d_{0}.d_{1}d_{2}d_{3}\dots \times b^{n},}}}
dove ancora {\displaystyle {\ce {d0\neq 0,}}}e le cifre {\displaystyle {\ce {d_0 d_1 d_2 d_3,}}} ..., sono interi tra {\displaystyle {\ce {0}}} e {\displaystyle {\ce {b-1}}}.     
In molti sistemi operativi, i numeri in virgola mobile sono rappresentati internamente usando questa forma normalizzata per le loro rappresentazioni binarie. La conversione di un numero in base due e la normalizzazione sono i primi passi nell'archiviazione di un numero reale come numero in virgola mobile in un computer, sebbene vengano utilizzate anche basi di otto e sedici. Sebbene il punto sia descritto come "mobile", per un numero in virgola mobile normalizzato la sua posizione è fissa, il movimento viene riflesso nei diversi valori della potenza.